# Bili Potok
Bili Potok je naseljeno mjesto u općini Kupres, Federacija Bosne i Hercegovine, BiH.

## Stanovništvo

### 1991.
Nacionalni sastav stanovništva 1991. godine, bio je sljedeći:
ukupno: 94
- Hrvati - 79 (84,04%)
- Muslimani - 14 (14,89%)
- Jugoslaveni - 1 (1,06%)

### 2013.
Nacionalni sastav stanovništva 2013. godine, bio je sljedeći:
ukupno: 36
- Hrvati - 36 (100%)